# Raduha, Luče
Raduha je razloženo naselje v Občini Luče.